# Montenegros U/21-håndboldlandshold (herrer)
Montenegros U/21-håndboldlandshold repræsenterer Montenegro under internationale U/21 håndboldkonkurrencer

## Nuværende spillere
Landsholdets trup i 2007.
- Marko Danilović  ( RK Sutjeska)
- Dalibor Petković ( RK Lovćen)
- Goran Anđelić ( RK Pljevlja)
- Filip Blečić  ( RK Sutjeska)
- Filip Popović ( RK Boka)
- Marko Popivoda ( RK Mornar)
- Mirza Ramusović ( RK Berane)
- Marko Lasica ( RK Lovćen)
- Janko Kusović ( RK Cepelin)
- Veljko Šćepnović ( RK Vrbas)
- Vuk Milošević ( Algeciras BM)
- Žarko Marković ( FOTEX)
- Vasko Ševaljević ( RK Boka)
- Ivan Ðurković ( RK Partizan)
- Žarko Pejović ( RK Crvena Zvezda)
- Nebojša Lakić ( RK Željezničar)
- Andrija Pejović ( RK Lovćen)
- Boško Bjelobrković (RK Budućnost)
- Boris Kljajević ( RK Mojkovac)